# Hienheimer Forst
Hienheimer Forst är ett kommunfritt område i Landkreis Kelheim i Regierungsbezirk Niederbayern i förbundslandet Bayern i Tyskland.